# Erich von Siegfried
Erich Siegfried, seit 1913 von Siegfried (* 22. April 1859 in  Karben, Ostpreußen; † 15. Januar 1935 ebenda) war ein deutscher Rittergutsbesitzer und Verwaltungsjurist in Ostpreußen.

## Leben
Erichs Vater war Oskar Siegfried (* 7. November 1825; † 29. Dezember 1902), Gutsherr auf Calben und Vorderwalde, Ostpreußen. Er selbst studierte an der Albertus-Universität Königsberg und der Universität Leipzig Rechtswissenschaft. 1878 wurde er im Corps Normannia Königsberg und im Corps Guestphalia Leipzig aktiv. Er wurde zum Dr. iur. promoviert. 1910 wurde er kommissarisch, am 15. März 1911 endgültig zum Landrat im Kreis Heiligenbeil ernannt. Nach der Novemberrevolution legte er das Amt am 31. Dezember 1919 nieder. Für die Deutschnationale Volkspartei vertrat er von 1919 bis 1921 den Wahlkreis Königsberg 6 (Heiligenbeil) im Provinziallandtag der Provinz Ostpreußen.
1885 heiratete Siegfried in Baumgarten Gertrud von Groddeck-Baumgarten (* 26. Juli 1860; † 9. April 1939), Tochter der Gutsbesitzers Heinrich von Groddeck und der Anna Siegfried. Das Ehepaar hatte drei Söhne. Herbert, der Vorderwalde erbte, mit Ruth von Bolschwing verheiratet war und mit ihr drei Kinder hatte, Eberhard, der Offizier war, und Gerhard, der Landwirt wurde und Carben mitbetreute.
Am 5. Februar 1913 (Diplom vom 19. August 1913) wurde Erich Siegfried durch König Wilhelm II. in den erblichen preußischen Adelstand erhoben. Ihm gehörte das 676 ha Rittergut Carben in seinem Heimatkreis.